# Gal·liena
Gal·liena (en llatí: Galliena) va ser una cosina (consobrina) de Gal·liè (260-268) de qui Trebel·li Pol·lió diu a la Història Augusta que era la que va coronar l'usurpador Cels (265), un dels nombrosos aspirants a l'Imperi que van sorgir en temps d'aquell emperador.
Consta una moneda amb la inscripció LICIN. GALLIENA AUG. Però la seva autenticitat és dubtosa. Altres dues monedes classificades com autentiques són: una que a un costat mostra la cara de Gal·liè i la llegenda GALLIENAE AUGUSTAE i al darrere una Victòria i les paraules UBIQUE PAX, i una altra mostra una Victòria amb l'emperador amb roba militar i les paraules VICTORIA AUG.